# Gare de Marienthal
La gare de Marienthal est une gare ferroviaire française de la ligne de Vendenheim à Wissembourg, située à Marienthal, sur le territoire de la commune de Haguenau, dans la collectivité européenne d'Alsace, en région Grand Est.
Elle est mise en service en 1855 par la Compagnie des chemins de fer de l'Est (Est).
C'est une halte voyageurs de la Société nationale des chemins de fer français (SNCF), du réseau TER Grand Est, desservie par des trains express régionaux.

## Situation ferroviaire
Établie à 148 mètres d'altitude, la gare de Marienthal est située au point kilométrique (PK) 19,526 de la ligne de Vendenheim à Wissembourg, entre les gares de Bischwiller et de Haguenau.

## Histoire
La station de Marienthal est mise en service le 18 juillet 1855 par la Compagnie des chemins de fer de l'Est (Est), lorsqu'elle ouvre à l'exploitation la section de Vendenheim à Haguenau de son chemin de fer de Strasbourg à Wissembourg.
En 2014, c'est une gare voyageurs d'intérêt local (catégorie C : moins de 100 000 voyageurs par an de 2010 à 2011), qui dispose de deux quais, un abri et un passage souterrain.

## Fréquentation
De 2015 à 2024, selon les estimations de la SNCF, la fréquentation annuelle de la gare s'élève aux nombres indiqués dans le tableau ci-dessous.
| Année     | 2015   | 2016   | 2017   | 2018   | 2019   | 2020   | 2021   | 2022   | 2023   | 2024   |
| --------- | ------ | ------ | ------ | ------ | ------ | ------ | ------ | ------ | ------ | ------ |
| Voyageurs | 70 414 | 69 455 | 63 044 | 63 047 | 64 140 | 41 225 | 51 480 | 62 889 | 72 487 | 71 592 |

## Service des voyageurs

### Accueil
Halte SNCF, c'est un point d'arrêt non géré (PANG) à accès libre. Elle est équipée d'automates pour l'achat de titres de transport.
Un souterrain permet la traversée des voies et le passage d'un quai à l'autre.

### Desserte
Marienthal est une halte voyageurs du réseau TER Grand Est, desservie par des trains express régionaux des relations : Strasbourg - Haguenau (ligne 04). et  Strasbourg - Wissembourg - Neustadt (Weinstr) (ligne 34).

### Intermodalité
Un parc pour les vélos et un parking pour les véhicules y sont aménagés. La ligne 3 du réseau urbain Ritmo de la ville d'Haguenau la dessert également.

## Patrimoine ferroviaire
L'ancien bâtiment voyageurs, restauré, situé à côté de l'entrée de la halte. Il n'est pas accessible au public.

## Galerie de photographies

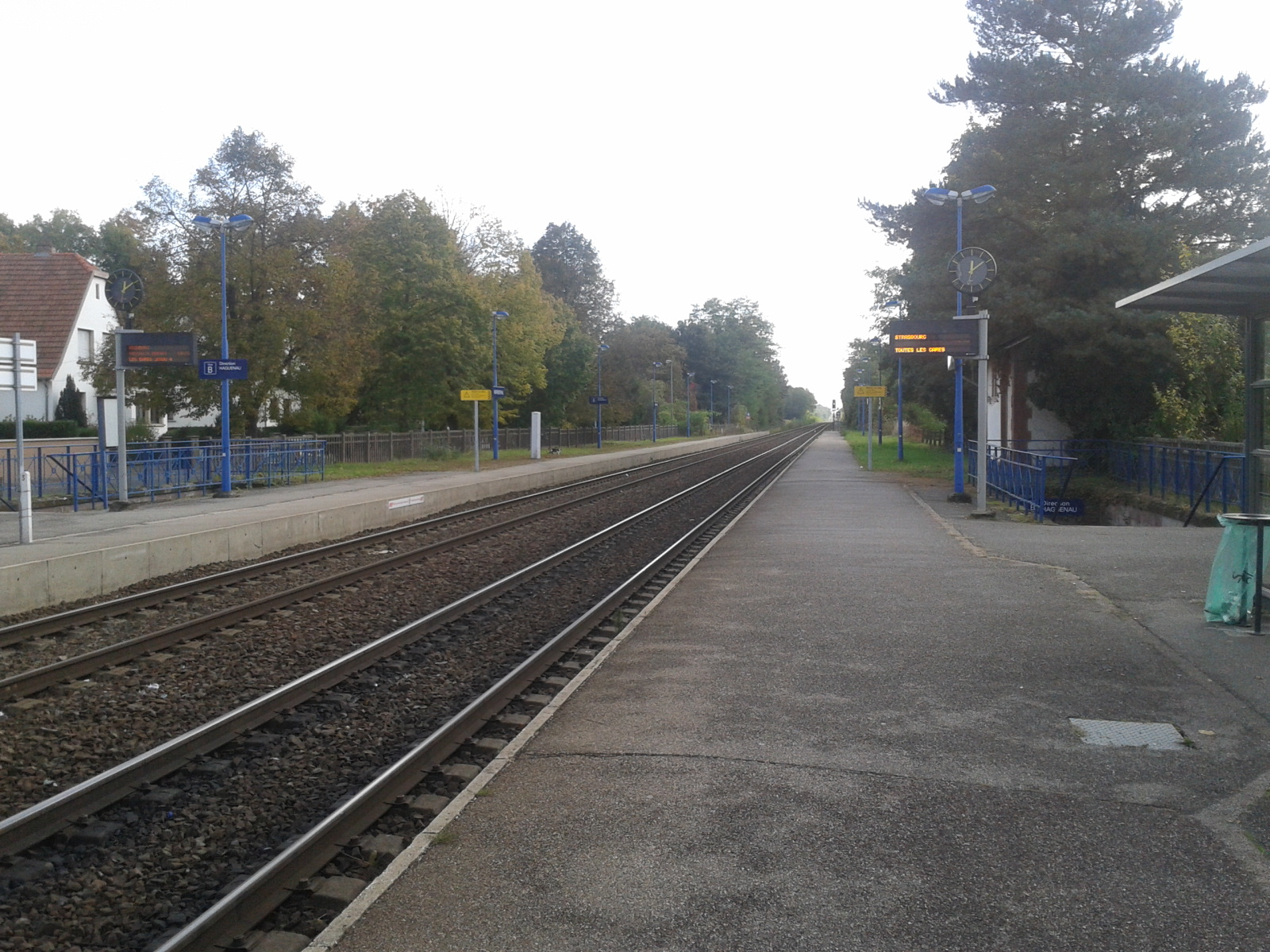
voies et quais avec les accès au passage souterrain.
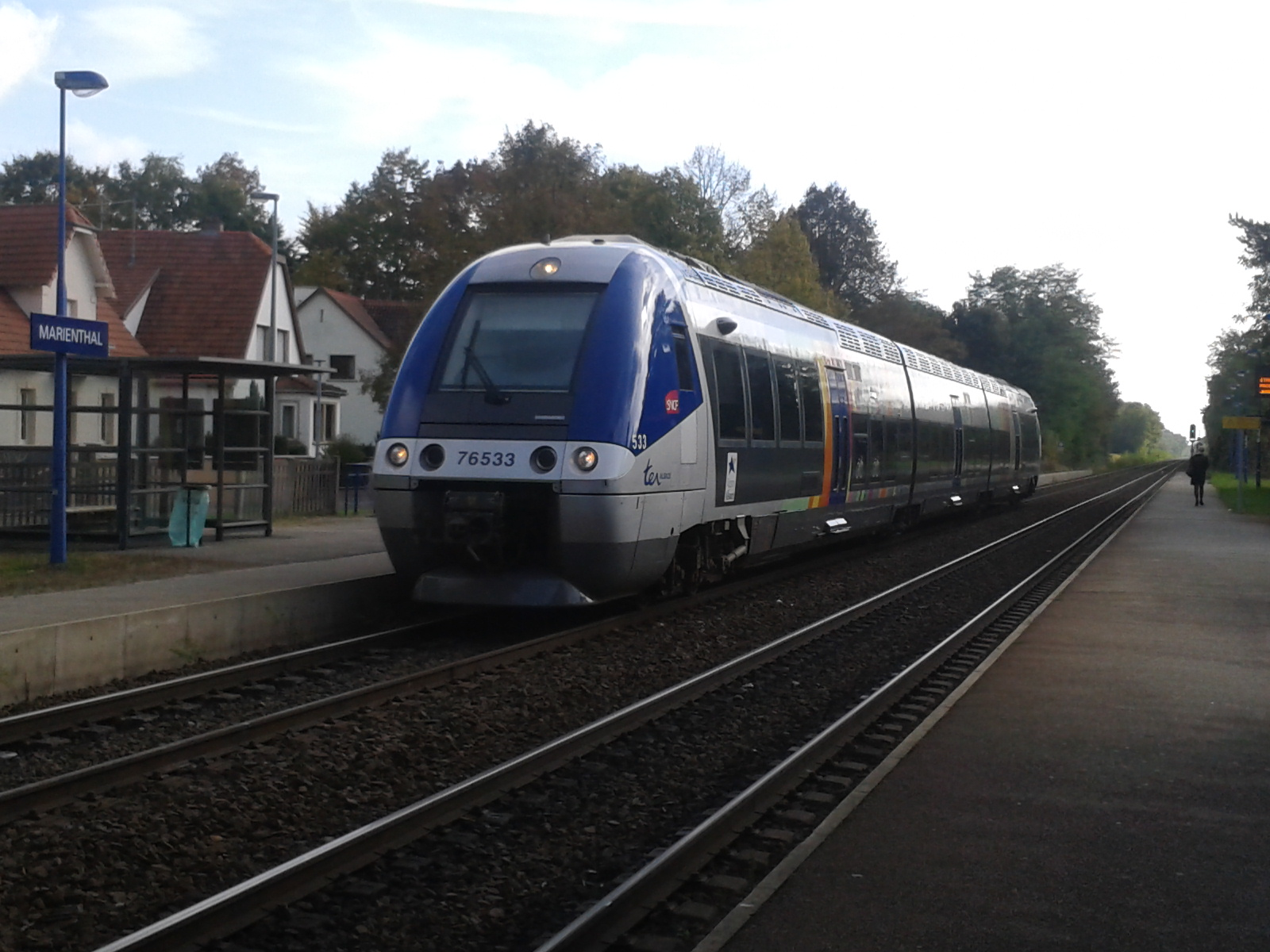
Desserte par un TER.
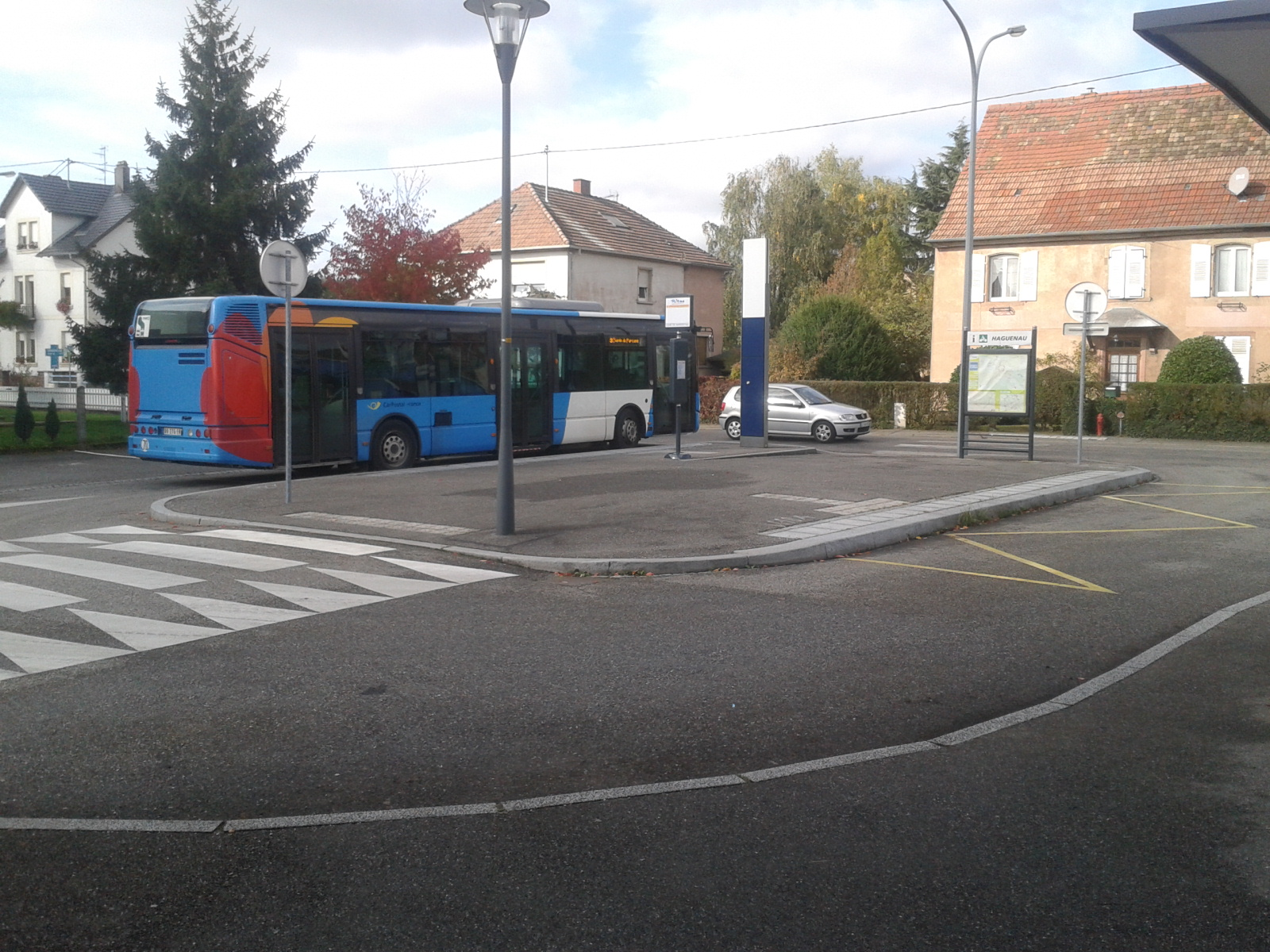
Bus qui dessert la halte.